# Macià Blanquer
Macià Blanquer (Callosa d'en Sarrià, Marina Baixa, 1761 - Callosa d'en Sarrià, Marina Baixa, 1828) va ser un poeta i bibliotecari valencià en llengua castellana.
Fou un religiós franciscà, del qual hi ha constància documental que l'any 1815 exercia de custodi i bibliotecari major del Convent de Sant Francesc de València. Durant la seva trajectòria vital publicà diversos himnes i poemes, alguns d'aquests a la premsa, i també escrits de tema religiós, tots ells en llengua castellana.